# Comuna Iosîpivka, Bila Țerkva
Iosîpivka (în ucraineană Йосипівка) este o comună în raionul Bila Țerkva, regiunea Kiev, Ucraina, formată din satele Iosîpivka (reședința), Krasne, Pavlivka și Zatîșa.

## Demografie
Componența lingvistică a comunei Iosîpivka
     Ucraineană (98,58%)
     Rusă (1,26%)
     Alte limbi (0,16%)
Conform recensământului din 2001, majoritatea populației comunei Iosîpivka era vorbitoare de ucraineană (98,58%), existând în minoritate și vorbitori de rusă (1,26%).